# First Squad
First Squad (ファースト・スクワッド?, Fāsuto sukuwaddo, in russo Пе́рвый отря́д, Perviy otryad) è un film d'animazione del 2009 diretto da Yoshiharu Ashino.
Pellicola in lingua russa prodotta nel 2009 dallo Studio 4°C in collaborazione con Molot Entertainment. Ha vinto il premio del quotidiano Kommersant nella 31ª edizione del Festival cinematografico internazionale di Mosca.

## Trama
1942. L'Armata Rossa sta resistendo con coraggio all'invasione tedesca. Nadya è una quattordicenne molto speciale che scopre di avere un grande potere: riesce a prevedere l'episodio più critico di un combattimento da cui dipende l'esito del conflitto. La giovane viene così arruolata dai servizi segreti russi che, grazie al suo potere, cercheranno di sconfiggere un ordine occulto delle SS che ha riportato in vita soldati dall'aldilà.

## Prototipi dei personaggi
I personaggi sono ispirati, almeno nel nome, ad alcuni pionieri che hanno ricevuto postumi il titolo di Eroe dell'Unione Sovietica per i loro meriti nella lotta contro l'occupazione nazista. Essi sono: Leonid Golikov (1926-1943), Marat Kazej, Zinaida Portnova e Valentin Kotik (1930-1944). La stessa protagonista prende il nome da Nadežda Bogdanova che, a differenza degli altri, non morì in guerra e non fu insignita del titolo di Eroe dell'URSS. Nella realtà i cinque ragazzi non si conoscevano e combatterono su fronti differenti.